# Pierre Palmade

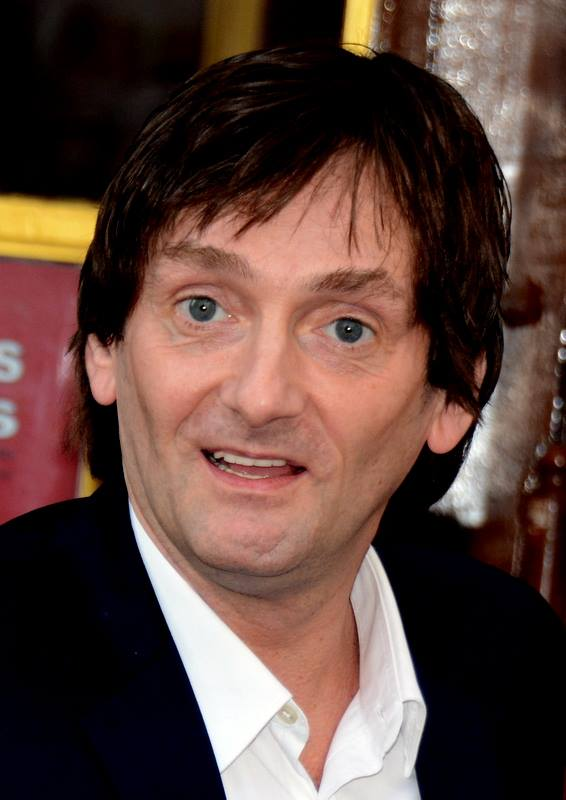
Pierre Palmade 2014

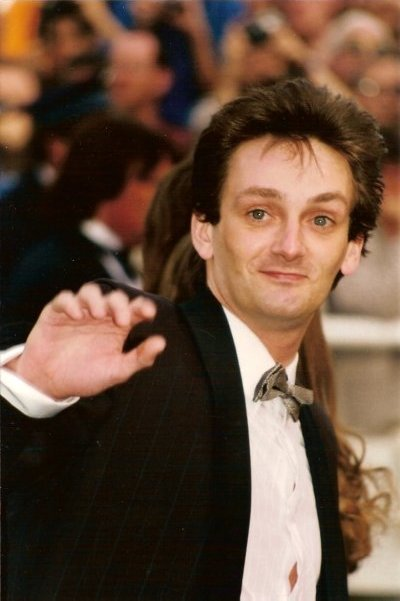
Pierre Palmade bei den Filmfestspielen von Cannes 1994

Pierre René Paul Palmade (* 23. März 1968 in Bordeaux) ist ein französischer Schauspieler und Komiker.

## Leben
Pierre Palmade wuchs als Sohn eines Arztes und einer Lehrerin mit zwei jüngeren Schwestern auf. Sein Vater Jacques starb 1976.
1988 debütierte Palmade als Bühnenkomiker; 1991 spielte er in On peut toujours rêver, einem Film von Pierre Richard. In den 1990er Jahren wurde er zu einem populären französischen Komiker, der daneben auch im Theater als Schauspieler und Autor tätig war.
1995 heiratete er die Schauspielerin Véronique Sanson; sechs Jahre später ließ das Paar sich scheiden.
Er unterstützte den späteren Gewinner Nicolas Sarkozy bei der französischen Präsidentschaftswahl 2007. Pierre Palmade erhielt 2008 den Ordre national du Mérite, den nach der Ehrenlegion zweithöchsten französischen Orden.
2010 machte Palmade seine Homosexualität öffentlich.
Seit den 1990er Jahren war bekannt, dass Palmade ein Drogenproblem hatte und insbesondere auch Kokain konsumierte. Er selbst thematisierte dies mehrfach in der Öffentlichkeit. 1995 wurde er wegen Drogenbeschaffung und Drogenbesitzes zu einer Geldstrafe von 20.000 Francs und 2019 in einem Schnellverfahren zu einer Strafe von 1500 Euro verurteilt.
Am 10. Februar 2023 verursachte Palmade einen Verkehrsunfall, bei dem er und mehrere weitere Personen schwer verletzt wurden. In Villiers-en-Bière im Département Seine-et-Marne kam er mit seinem Auto ins Schleudern, geriet auf die Gegenfahrbahn und stieß frontal mit einem entgegenkommenden Fahrzeug zusammen. Außer ihm erlitten drei weitere Personen lebensgefährliche Verletzungen, und zwar eine im siebten Monat schwangere Frau, die infolge des Unfalls ihr ungeborenes Kind verlor, ihr 38-jähriger Schwager und dessen sechs Jahre alter Sohn, der unter anderem entstellende Verletzungen im Gesicht erlitt. Der 38-Jährige war nach mehreren Operationen noch mehrere Tage später auf der Intensivstation. Palmade wurde nach dem Unfall positiv auf Kokain und weitere Drogen getestet. Gegen ihn wurde ein Ermittlungsverfahren wegen fahrlässiger Tötung unter dem Einfluss von Betäubungsmitteln eingeleitet. Nach zwei jungen Männern, die ihn in seinem Auto begleiteten und nach dem Unfall flüchteten, wurde zunächst noch gefahndet. Bei einer Hausdurchsuchung an seinem Wohnsitz unweit des Unfallorts zwei Tage nach dem Unglück wurden Drogen gefunden.
Am 27. Februar 2023 wurde Palmade formal in Untersuchungshaft genommen, blieb jedoch im Krankenhaus, wo er in seinem Krankenbett festgesetzt wurde. Im März wurde die Untersuchungshaft unter der Auflage, das Krankenhaus nicht zu verlassen, aufgehoben.
Anfang März 2024 beantragte die Staatsanwaltschaft Melun eine Anklage Palmades wegen schwerer fahrlässiger Tötung und Körperverletzung. Die mit dem Fall befasste Untersuchungsrichterin (Juge d’instruction) entschied im Mai 2024, dass der Tatbestand der fahrlässigen Tötung nicht erfüllt sei und gegen Palmade nur wegen fahrlässiger Körperverletzung verhandelt werden solle. Am 20. November 2024 fand in Melun der Strafprozess gegen Palmade wegen fahrlässiger Körperverletzung statt. Als Wiederholungstäter (wegen seiner Verurteilung wegen Drogenmissbrauchs 2019) hatte er ein maximales Strafmaß von 14 Jahren Haft und 200.000 Euro Geldstrafe zu gewärtigen. Die Strafkammer verurteilte ihn zu fünf Jahren Haft, davon zwei ohne Bewährung, und folgte damit der Forderung der Staatsanwaltschaft. Palmade legte keine Berufung gegen das Urteil ein. Am 9. Dezember 2024 trat er in Bordeaux seine Haftstrafe an.

## Filmografie (Auswahl)

### Als Schauspieler
- 1991: On peut toujours rêver
- 1994: Je t’aime quand même
- 1994: Au secours, j’ai trente ans!
- 1996: Oui
- 1998: Asterix und Obelix gegen Caesar (Astérix et Obélix contre César)
- 2004: L’anniversaire
- 2005: Si c’était à refaire
- 2008: Bonjour Sagan (Sagan)
- 2008: Wenn Spione singen (Le plaisir de chanter)
- 2018: Meine wunderbare Scheidung (Brillantissime)

### Drehbuch
- 1996: Oui
- 1996: Auch Männer mögen’s heiß! (Pédale douce)
- 2004: Pédale dure

### Synchronisation
- 2006: Asterix und die Wikinger (Astérix et les Vikings)

## Auszeichnungen
- 1997: SACEM in der Kategorie Humor
- 2008: Chevalier (Ritter) des Ordre national du mérite[12]